# 보통자동이륜차
보통자동이륜차(일본어: 普通自動二輪車 후쓰지도오니린샤[*])는 일본에 있어서 총배기량이 50cc를 초과하며, 400cc 이하의 자동이륜차(모터사이클)를 가리킨다. 보통자동이륜차의 명칭은 1996년의 도로교통법 개정으로 태어난 자동차 구분이다.

## 개요
125cc를 초과하는 보통자동이륜차는 보통자동이륜차면허(배기량 한정 없음) 혹은 대형자동이륜차면허로 운전할 수 있고 고속도로도 주행이 가능하다. 더욱이 2005년 4월부터는 2인 승차 상태에서 고속도로의 통행이 가능해졌다. 단 연령이 20세 이상으로 면허 보유 기간이 3년 이상등의 조건이 있다. 또 수도고속도로의 일부 구간은 2인 승차 상태의 주행이 인정을 받고 있지 않다.
125cc 초과의 보통자동이륜차 가운데 250cc 초과의 이륜차도 250cc 이하의 이륜차도 도로교통법에서는 취급이 같지만 도로운송차량법에서는 250cc 초과의 이륜차는 "이륜의 소형자동차(소형이륜)", 250cc이하의 이륜차는 "이륜의 경자동차(경이륜)"가 되어 취급이 다르다.
한편, 현재의 운전 면허증에는 "普自2"이라고 기재되어 16세로부터 취득할 수 있다. 또 보통자동이륜면허를 소지하고 있으면 보통 자동차면허는 학과교습(일부를 제외한다)이라고 학과시험은 면제되어서 실기교습 및 실기시험만으로 취득할 수 있다.

## 같이 보기
- 소형자동이륜차
- 대형자동이륜차